# Dreiband-Weltmeisterschaft für Nationalmannschaften 2015

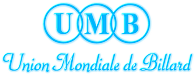
Logo UMB (ausrichtender Verband)

Veranstaltungsort: Viersen

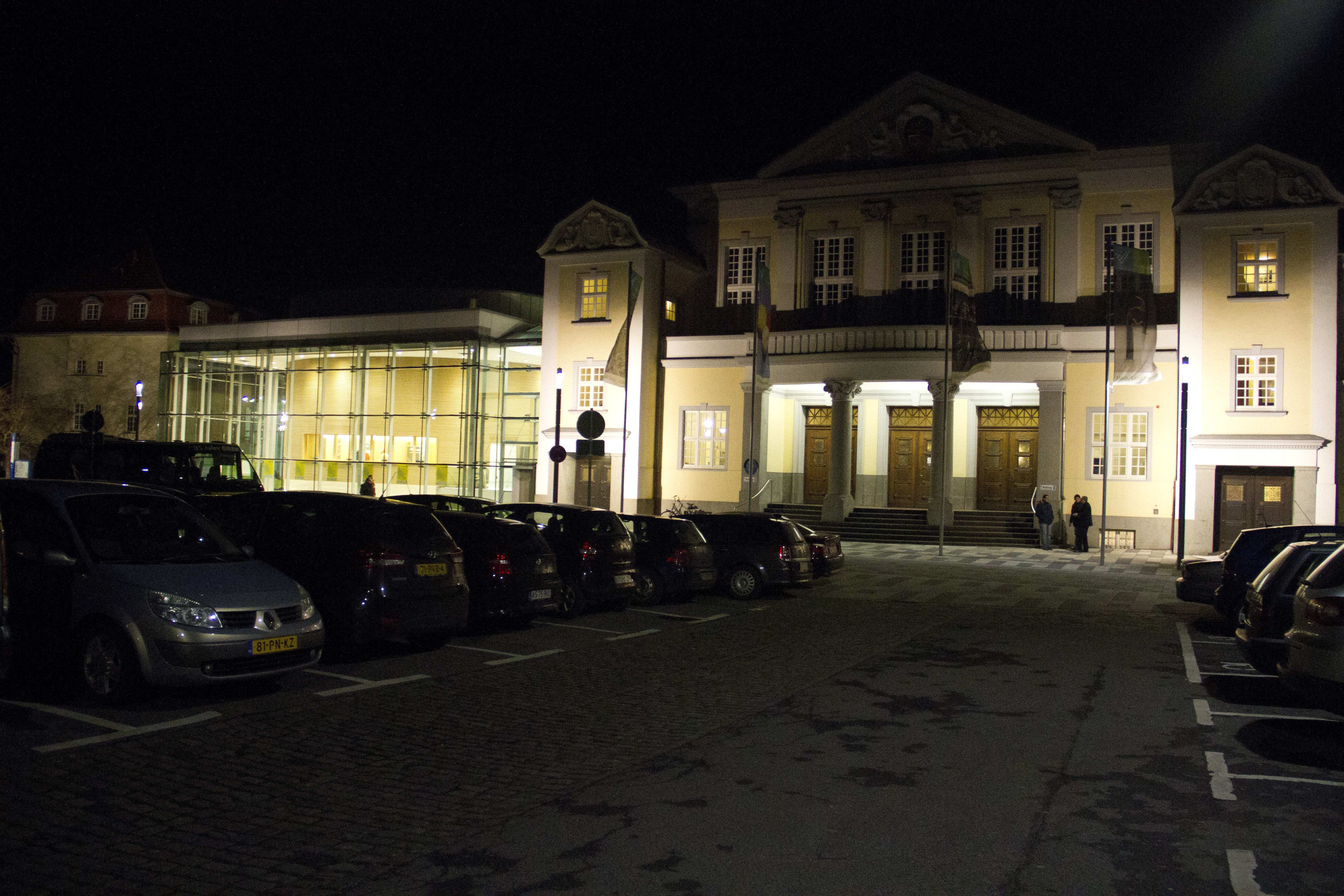
Abendstimmung am zweiten Spieltag

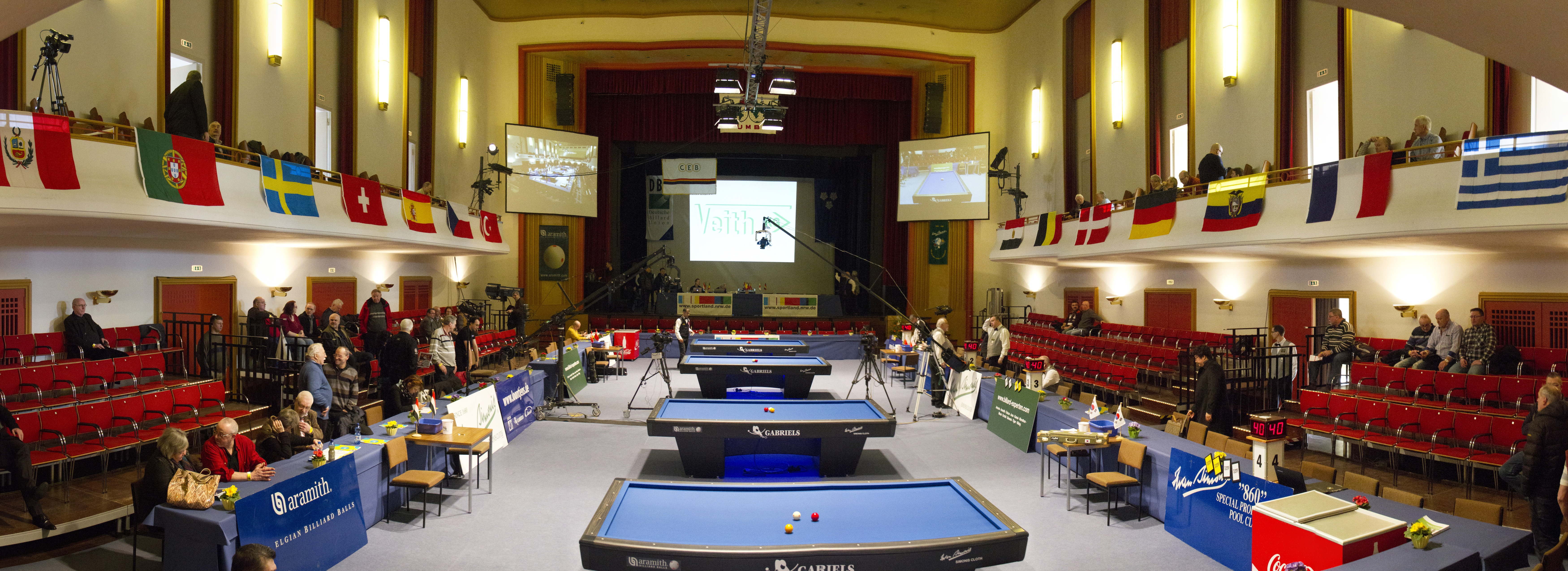
Panorama des Spielsaals während einer Pause

Die Dreiband-Weltmeisterschaft für Nationalmannschaften 2015 war die 29. Auflage dieses Turniers, das seit 1981 in der Regel jährlich in der Disziplin Dreiband der Billardvariante Karambolage ausgetragen wird. Sie fand vom 26. Februar bis 1. März 2015 in der Stadt Viersen statt, die seit 1990 fester WM-Austragungsort ist.

## Spielmodus
Normalerweise wird das Turnier mit 24 Teams gespielt. Melden sich aber weniger Teams, werden B-Teams nach folgendem Vergabemodus zugelassen:
1. Titelträger (hier:  Belgien)
2. Organisierende Nation (hier:  Deutschland)
3. Nächstfolgende Nation nach Weltrangliste (hier:  Südkorea)

Im Spielmodus gibt es einige Änderungen. Es werden keine Matches mehr abgebrochen, wenn der Sieger feststeht. Alle Partien werden zu Ende gespielt.
Seit 2013 wird nicht mehr im Satzsystem gespielt, sondern auf 40 Punkte. In der Gruppenphase ist ein Unentschieden in der Begegnung möglich. Es wird mit Nachstoß gespielt. Ab der KO-Runde gibt es bei einem Unentschieden eine Verlängerung im Scotch-Doubles-System. Alle vier Spieler spielen im Wechselmodus bis 15 Points. Das Team, das als erstes die 15 Points erreicht, hat das Match gewonnen. Es gibt keinen Nachstoß.
Seit 2004 wird Platz 3 nicht mehr ausgespielt. Es gibt zwei Bronzemedaillen. Das Zeitlimit liegt bei 40 Sekunden pro Stoß. Je Spiel sind zwei Verlängerung von je 40 Sekunden möglich. Das Ranking wird wie folgt ermittelt:
1. Matchpoints (MP)
2. Partiepunkte (PP)
3. Mannschafts-Generaldurchschnitt (MGD)

## Teilnehmer
| Nation        | Gruppe | Spieler 1              | Spieler 2            |
| ------------- | ------ | ---------------------- | -------------------- |
| Ägypten       | D      | Sameh Sidhom           | Riad Nady            |
| Belgien A     | A      | Eddy Merckx            | Frédéric Caudron     |
| Belgien B     | F      | Eddy Leppens           | Roland Forthomme     |
| Deutschland A | B      | Martin Horn            | Christian Rudolph    |
| Deutschland B | G      | Stefan Galla           | Ronny Lindemann      |
| Dänemark      | G      | Tonny Carlsen          | Brian Hansen         |
| Ecuador       | E      | Javier Teran           | Luis Aveiga          |
| Frankreich    | F      | Jérémy Bury            | Jean-Christophe Roux |
| Griechenland  | E      | Nikos Polychronopoulos | Dionisis Tsokantas   |
| Italien       | B      | Marco Zanetti          | Salvatore Papa       |
| Japan         | G      | Tatsuo Arai            | Tokuyuki Tanabe      |
| Kolumbien     | C      | Heriberto Aristizabal  | Gabriel Vasquez      |
| Südkorea A    | D      | Heo Jung-han           | Cho Jae-ho           |
| Südkorea B    | H      | Cho Chi-yeon           | Kim Hyung-kon        |
| Luxemburg     | B      | Ramon Hamm             | Paul Mooz            |
| Niederlande   | F      | Dick Jaspers           | Barry van Beers      |
| Österreich    | H      | Andreas Efler          | Herbert Szivacz      |
| Peru          | D      | Ramon Rodriguez        | Guido Sacco          |
| Portugal      | A      | Manuel Rui Costa       | Joao Pedro Ferreira  |
| Schweden      | H      | Torbjörn Blomdahl      | Michael Nilsson      |
| Schweiz       | A      | Cetin Behzat           | Pierre Alain Rech    |
| Spanien       | E      | Daniel Sánchez         | Rubén Legazpi        |
| Tschechien    | C      | Martin Bohac           | Radek Novak          |
| Türkei        | E      | Tayfun Taşdemir        | Adnan Yüksel         |

## Gruppenphase

### Kommentar
In der Gruppe A setzte sich unangefochten der Titelverteidiger Belgien durch. Die Schweiz als krasser Außenseiter wurde Letzter. Im Spiel um den Gruppensieg Belgien gegen Portugal spielte Frédéric Caudron gegen Pierre Alain Rech mit 40 Points in 10 Aufnahmen, also 4,000 GD, die beste Partie des Turniers.
Die Gruppe B, mit Deutschland A, brachte keine großen Überraschungen. Im Endspiel um den Gruppensieg kam es zum erwarteten Endspiel zwischen Deutschland und Italien. Nach dem 40:30-Sieg von Christian Rudolph gegen Salvatore Papa entschied die Partie zwischen Martin Horn und dem zweifachen Weltmeister Marco Zanetti das Match. In einem hochklassigen Spiel gewann Horn knapp mit 40:38 in 16 Aufnahmen.
Die Türkei, die in den letzten Jahren immer zu den Favoriten gezählt hatte, setzte sich klar in der Gruppe C durch. Kolumbien und Tschechien trennten sich Unentschieden und die Türkei gewann beide Matches glatt mit 4:0.
Bereits in den Spielen in der Gruppenphase zeigte Korea A, dass ein Sieg bei der Weltmeisterschaft nur über dieses Team möglich ist. Gleich in den ersten Spielen der Gruppe D zeigten Heo Jung-han und Cho Jae-ho ihre Klasse. Mit 160 Points in 80 Aufnahmen in zwei Spielen, also 2,000 Mannschaftsdurchschnitt (MGD) waren sie nach Titelverteidiger Belgien das beste Team in den Gruppenspielen.
Durch die sehr kurzfristige Absage von Ecuador war es für den Veranstalter nicht möglich, ein Ersatzteam zu stellen. So kam es in der Gruppe E zu einem Zweikampf zwischen Spanien und Griechenland. In beiden Spielen gewann jeder Spieler ein Match. So kam es zum Punktegleichstand. Spanien erzielte aber 158 Punkte in 109 Aufnahmen und spielte mit 1,449 den besserem MGD. Griechenland schaffte 144 Punkte in 109 Aufnahmen und 1,321 MGD.
Die stärkste Vorrundengruppe war mit den Niederlanden, Belgien B und Frankreich die Gruppe F. Das zeigte sich auch am Schlussstand der Tabelle. Alle Mannschaften hatten 2:2 Matchpunkte und 4:4 Partiepunkte. Sehr stark spielte der Franzose Jérémy Bury, der beide Partien gewann. Da sein Mannschaftskollege Jean-Christophe Roux nicht seine gewohnten Leistungen brachte, wurde Frankreich nur Letzter. Im entscheidenden letzten Gruppenspiel sah alles nach einem Sieg von Belgien B aus. Eddy Leppens und Roland Forthomme starteten sehr stark und führten beide deutlich. Am Ende siegte aber Dick Jaspers in sehr guten 22 Aufnahmen mit 40:35 gegen Leppens und Barry van Beers verlor mit 28:40 in 24 Aufnahmen gegen Forthomme. Durch die gute Mannschaftsleistung gegen Frankreich hatten aber am Schluss die Niederlande mit 1,698 den besten MGD und wurden Gruppensieger.
Sehr enttäuschend verlief die Weltmeisterschaft für Deutschland B. Stefan Galla und Ronny Lindeman wurde durchaus ein Weiterkommen in der Gruppe G zugetraut. Speziell Stafan Galla war weit von seiner Bestform entfernt. Somit wurde Deutschland B nur Letzter. In sehr guter Form präsentierten sich dagegen die Dänen. Im entscheidenden Spiel gegen Japan erzielten Tonny Carlsen und Brian Hansen ihr bestes Turnierergebnis. Mit einem glatten 4:0-Sieg spielten sie einen MGD von 1,739.
Rekordweltmeister Schweden erwartete in der Gruppe H Korea B und Österreich. Gleich im ersten Spiel war der Gegner Korea B. Torbjörn Blomdahl startete gleich mit einer Klassepartie. Gegen Cho Chi-yeon siegte er mit 40:14 in nur 14 Aufnahmen. Mikael Nilsson verlor aber gegen Kim Hyung-kon mit 35:40 in 26 Aufnahmen. Im zweiten Durchgang gewann Korea B gegen Österreich glatt mit 80:53 in 47 Aufnahmen. Somit musste Schweden auch gegen Österreich gewinnen. Blomdahl gewann mit 40:35 in 27 Aufnahmen gegen Andreas Efler. Da Nilsson nur ein Unentschieden gegen Herbert Szivacz erreichte, war Schweden ausgeschieden.

### Ergebnisse

#### Gruppe A
| Platz | Nation    | Sp. | G-U-V | MP  | PP  | MGD   | BEMD  |
| ----- | --------- | --- | ----- | --- | --- | ----- | ----- |
| 1     | Belgien A | 2   | 2-0-0 | 4:0 | 8:0 | 2,105 | 2,500 |
| 2     | Portugal  | 2   | 1-0-1 | 2:2 | 4:4 | 0,964 | 0,975 |
| 3     | Schweiz   | 2   | 0-0-2 | 0:4 | 0:8 | 0,769 | -     |

| Datum                   | Nation 1  | MGD   | MP  | PP  | MGD   | Nation 2 |
| ----------------------- | --------- | ----- | --- | --- | ----- | -------- |
| 26. Februar 2015 18:00h | Schweiz   | 0,658 | 0:2 | 0:4 | 0,975 | Portugal |
| 27. Februar 2015 16:00h | Belgien A | 1,818 | 2:0 | 4:0 | 0,977 | Schweiz  |
| 28. Februar 2015 13:30h | Belgien A | 2,500 | 2:0 | 4:0 | 0,937 | Portugal |

#### Gruppe B
| Platz | Nation        | Sp. | G-U-V | MP  | PP  | MGD   | BEMD  |
| ----- | ------------- | --- | ----- | --- | --- | ----- | ----- |
| 1     | Deutschland A | 2   | 2-0-0 | 4:0 | 8:0 | 1,240 | 1,481 |
| 2     | Italien       | 2   | 1-0-1 | 2:2 | 4:4 | 0,952 | 0,776 |
| 3     | Luxemburg     | 2   | 0-0-2 | 0:4 | 0:8 | 0,376 | -     |

| Datum                   | Nation 1      | MGD   | MP  | PP  | MGD   | Nation 2  |
| ----------------------- | ------------- | ----- | --- | --- | ----- | --------- |
| 26. Februar 2015 18:00h | Italien       | 0,776 | 2:0 | 4:0 | 0,310 | Luxemburg |
| 27. Februar 2015 16:00h | Deutschland A | 1,066 | 2:0 | 4:0 | 0,466 | Luxemburg |
| 28. Februar 2015 13:30h | Deutschland A | 1,481 | 2:0 | 4:0 | 1,259 | Italien   |

#### Gruppe C
| Platz | Nation    | Sp. | G-U-V | MP  | PP  | MGD   | BEMD  |
| ----- | --------- | --- | ----- | --- | --- | ----- | ----- |
| 1     | Türkei    | 2   | 2-0-0 | 4:0 | 8:0 | 1,415 | 1,538 |
| 2     | Kolumbien | 2   | 0-1-1 | 1:3 | 2:6 | 1,101 | 1,030 |
| 3     | Schweiz   | 2   | 0-1-1 | 1:3 | 2:6 | 1,015 | 1,030 |

| Datum                   | Nation 1   | MGD   | MP  | PP  | MGD   | Nation 2  |
| ----------------------- | ---------- | ----- | --- | --- | ----- | --------- |
| 26. Februar 2015 16:00h | Kolumbien  | 1,030 | 1:1 | 2:2 | 1,030 | Schweiz   |
| 27. Februar 2015 14:00h | Türkei     | 1,538 | 2:0 | 4:0 | 1,192 | Kolumbien |
| 28. Februar 2015 11:00h | Tschechien | 1,000 | 0:2 | 0:4 | 1,311 | Türkei    |

#### Gruppe D
| Platz | Nation     | Sp. | G-U-V | MP  | PP  | MGD   | BEMD  |
| ----- | ---------- | --- | ----- | --- | --- | ----- | ----- |
| 1     | Südkorea A | 2   | 2-0-0 | 4:0 | 8:0 | 2,000 | 2,162 |
| 2     | Ägypten    | 2   | 1-0-1 | 2:2 | 3:5 | 1,060 | 1,095 |
| 3     | Peru       | 2   | 0-0-2 | 0:4 | 1:7 | 1,009 | -     |

| Datum                   | Nation 1   | MGD   | MP  | PP  | MGD   | Nation 2   |
| ----------------------- | ---------- | ----- | --- | --- | ----- | ---------- |
| 26. Februar 2015 16:00h | Ägypten    | 1,095 | 2:0 | 3:1 | 0,972 | Peru       |
| 27. Februar 2015 14:00h | Peru       | 1,081 | 0:2 | 0:4 | 2,162 | Südkorea A |
| 28. Februar 2015 11:00h | Südkorea A | 1,860 | 2:0 | 4:0 | 1,000 | Ägypten    |

#### Gruppe E
| Platz | Nation       | Sp. | G-U-V | MP  | PP  | MGD   | BEMD  |
| ----- | ------------ | --- | ----- | --- | --- | ----- | ----- |
| 1     | Spanien      | 2   | 0-2-0 | 2:2 | 4:4 | 1,449 | 1,490 |
| 2     | Griechenland | 2   | 0-2-0 | 2:2 | 4:4 | 1,321 | 1,357 |

| Datum                   | Nation 1     | MGD   | MP  | PP  | MGD   | Nation 2     |
| ----------------------- | ------------ | ----- | --- | --- | ----- | ------------ |
| 27. Februar 2015 11:00h | Griechenland | 1,357 | 1:1 | 2:2 | 1,410 | Spanien      |
| 27. Februar 2015 20:00h | Spanien      | 1,490 | 1:1 | 2:2 | 1,283 | Griechenland |

#### Gruppe F
| Platz | Nation      | Sp. | G-U-V | MP  | PP  | MGD   | BEMD  |
| ----- | ----------- | --- | ----- | --- | --- | ----- | ----- |
| 1     | Niederlande | 2   | 0-2-0 | 2:2 | 4:4 | 1,698 | 1,972 |
| 2     | Belgien B   | 2   | 0-2-0 | 2:2 | 4:4 | 1,557 | 1,630 |
| 3     | Frankreich  | 2   | 0-2-0 | 2:2 | 4:4 | 1,290 | 1,513 |

| Datum                   | Nation 1    | MGD   | MP  | PP  | MGD   | Nation 2    |
| ----------------------- | ----------- | ----- | --- | --- | ----- | ----------- |
| 26. Februar 2015 14:00h | Frankreich  | 1,122 | 1:1 | 2:2 | 1,489 | Belgien B   |
| 27. Februar 2015 11:00h | Niederlande | 1,972 | 1:1 | 2:2 | 1,513 | Frankreich  |
| 27. Februar 2015 20:00h | Belgien B   | 1,630 | 1:1 | 2:2 | 1,478 | Niederlande |

#### Gruppe G
| Platz | Nation        | Sp. | G-U-V | MP  | PP  | MGD   | BEMD  |
| ----- | ------------- | --- | ----- | --- | --- | ----- | ----- |
| 1     | Dänemark      | 2   | 2-0-0 | 4:0 | 8:0 | 1,523 | 1,739 |
| 2     | Japan         | 2   | 1-0-1 | 2:2 | 4:4 | 1,016 | 1,095 |
| 3     | Deutschland B | 2   | 0-0-2 | 0:4 | 0:8 | 0,977 | -     |

| Datum                   | Nation 1      | MGD   | MP  | PP  | MGD   | Nation 2      |
| ----------------------- | ------------- | ----- | --- | --- | ----- | ------------- |
| 26. Februar 2015 12:00h | Japan         | 1,095 | 2:0 | 4:0 | 0,931 | Deutschland B |
| 26. Februar 2015 20:00h | Deutschland B | 1,033 | 0:2 | 0:4 | 1,355 | Dänemark      |
| 27. Februar 2015 18:00h | Dänemark      | 1,739 | 2:0 | 4:0 | 0,891 | Japan         |

#### Gruppe H
| Platz | Nation     | Sp. | G-U-V | MP  | PP  | MGD   | BEMD  |
| ----- | ---------- | --- | ----- | --- | --- | ----- | ----- |
| 1     | Südkorea B | 2   | 1-1-0 | 3:1 | 6:2 | 1,540 | 1,702 |
| 2     | Schweden   | 2   | 1-1-0 | 3:1 | 5:3 | 1,476 | 1,875 |
| 3     | Österreich | 2   | 0-0-2 | 0:4 | 1:7 | 1,142 | -     |

| Datum                   | Nation 1   | MGD   | MP  | PP  | MGD   | Nation 2   |
| ----------------------- | ---------- | ----- | --- | --- | ----- | ---------- |
| 26. Februar 2015 12:00h | Schweden   | 1,875 | 1:1 | 2:2 | 1,350 | Südkorea B |
| 26. Februar 2015 20:00h | Südkorea B | 1,702 | 2:0 | 4:0 | 1,127 | Österreich |
| 27. Februar 2015 18:00h | Schweden   | 1,230 | 2:0 | 3:1 | 1,153 | Österreich |

## Finalrunde

### Kommentar

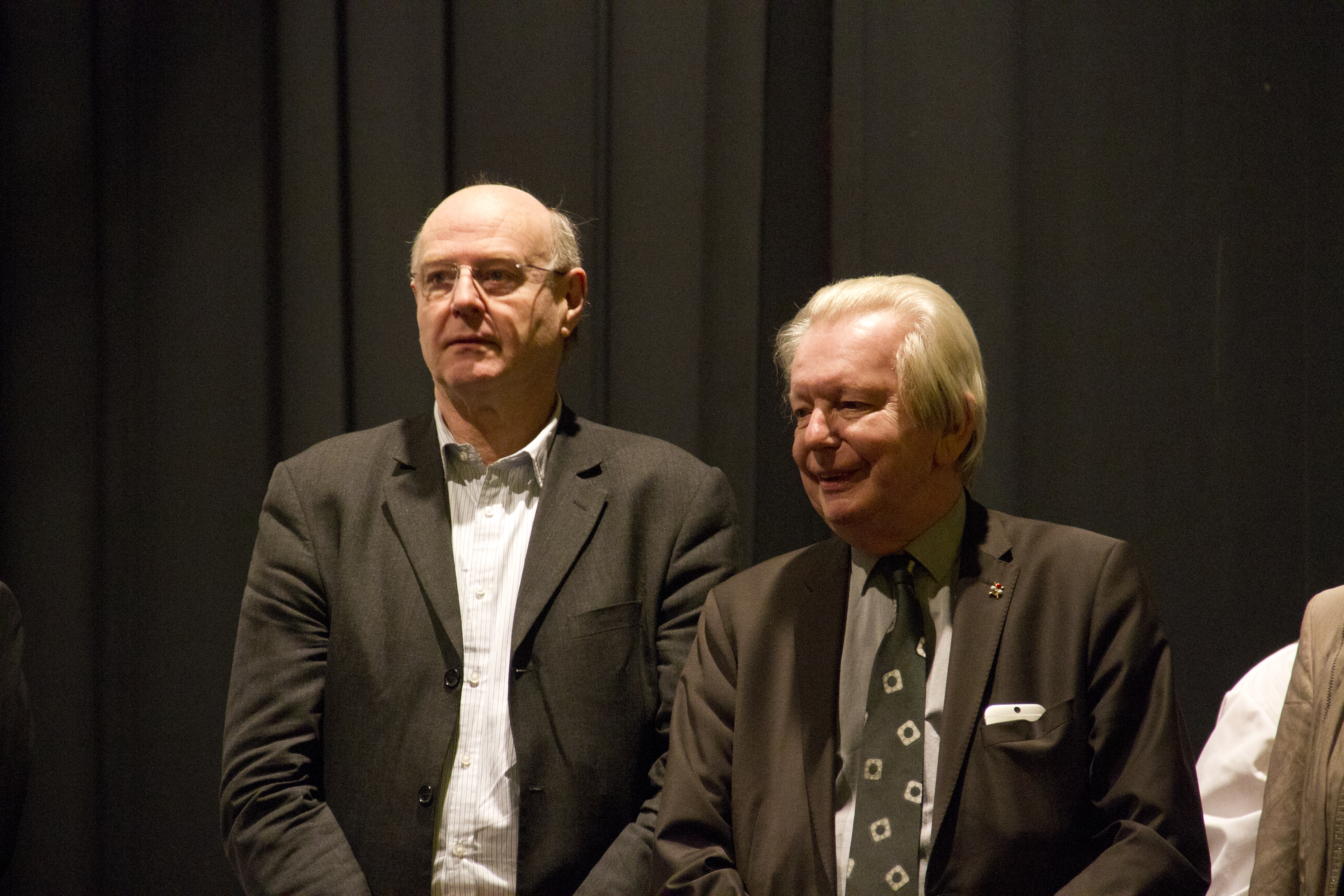
Helmut John (links, DBU-Präsident) und Jean-Claude Dupont (UMB-Präsident) bei der Siegerehrung.

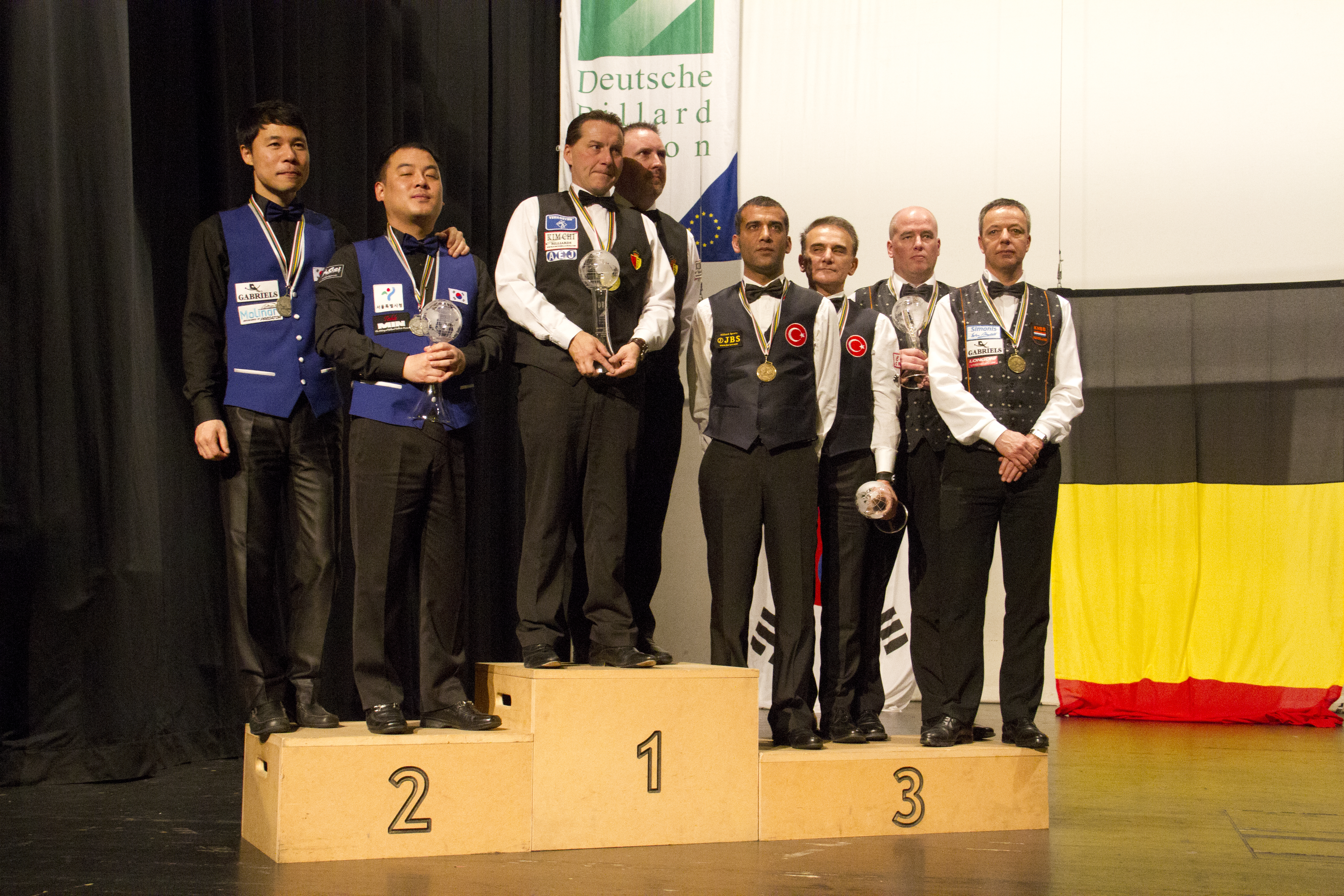
Die Medaillengewinner

Das erste Viertelfinalspiel der Finalrunde fand zwischen Dänemark und den Niederlanden statt. Wieder zeigte Dänemark eine ansprechende Leistung. Nach hartem Kampf musste sich aber Tonny Carlsen dem mehrfachen Weltmeister Dick Jaspers geschlagen geben. Nach 21 Aufnahmen setzte sich am Ende Jaspers mit 40:38 durch. Auch die zweite Partie war hart umkämpft. Zum Schluss siegte Barry van Beers mit 40:36 in 27 Aufnahmen gegen Brian Hansen.
Laut Reglement müssen, wenn in der K.-o.-Phase zwei Teams aus einem Land vertreten sind, die beiden gegeneinander spielen. Somit kam es im Viertelfinale zu dem Spiel Korea A gegen Korea B. Hier zeigte Korea A, dass es ein echter Titelanwärter ist. Mit 2,285 MGD spielten sie ihr bestes Spiel im Turnier. Heo Jung-han siegte in hervorragenden 15 Aufnahmen mit 40:21 gegen Cho Chi-yeon. Auch weiter auf allerhöchstem Niveau spielte Cho Jae-ho. Gegen Kim Hyung-kon siegte er mit 40:29 in 20 Aufnahmen.
Das dritte Viertelfinalspiel Türkei gegen Deutschland A war ein Krimi bis zur letzten Minute. Martin Horn verlor nach klarer Führung mit 39:40 gegen Tayfun Taşdemir. Es war seine erste Niederlage im Turnier. Christian Rudolph zeigte seine beste Turnierleistung und gewann gegen Adnan Yüksel mit 40:25 in 24 Aufnahmen. Damit kam es zum ersten Mal zum neu eingeführten Entscheidungssatz bis 15 im Scotch-Doubles-Modus. Die Türkei startete mit 5 Punkten. Deutschland verfehlte durch Rudolph. Die Türkei erzielte weitere 2 Punkte zum 7:0. Deutschland machte 3 Punkte und kam auf 7:3 heran. Danach erhöhte die Türkei durch 7 Punkte auf 14:3. In der voll besetzten Festhalle erzielte Deutschland 10 Punkte. Der 11. Punkt wurde von Martin Horn hauchdünn verfehlt. Den Matchball zum 15:13 verwandelte dann Tayfun Taşdemir mit dem nächsten Versuch.
Titelverteidiger Belgien A gegen Spanien war das vierte Viertelfinalspiel. Frédéric Caudron startete für seine Verhältnisse sehr durchwachsen. Gegen Ruben Legazpi stand es nach 14 Aufnahmen 24:20. Dann aber beendete Caudron mit der Turnierhöchstserie von 16 die Partie. In der zweiten Partie dieser Begegnung zwischen den Weltmeistern Daniel Sánchez und Eddy Merckx beendete Sánchez die Partie in der 27. Aufnahme. Im Nachstoß musste Merckx noch zwei Punkte erzielen, um das Scotch Doubles zu vermeiden. Das gelang ihm und Belgien war im Halbfinale.
Das erste Halbfinale zwischen Korea A und den Niederlanden endete unentschieden. Dick Jaspers gewann dank einer 14er-Serie seine Partie gegen den Koreaner Heo Jung-han mit 40:27 in 22 Aufnahmen. Gegen den überragenden Spieler der Koreaner, Cho Jae-ho, hatte Barry van Beers am Ende mit 32:40 in 20 Aufnahmen das Nachsehen. Damit wurde das Halbfinale auch im Scotch Doubles entschieden. Die Koreaner nutzten dabei konsequent ihre Chancen und siegten mit 15:10.
Im zweiten Halbfinale zeigte Frédéric Caudron wieder einmal seine Extraklasse. Bei seinem Sieg von 40:12 in nur 12 Aufnahmen hatte Adnan Yüksel nicht die Spur einer Chance auf den Sieg. In der zweiten Partie zeigte Tayfun Taşdemir, dass er jeden Gegner schlagen kann. Gegen den mehrfachen Weltmeister Eddy Merckx blieb er in diesem Turnier weiter ungeschlagen und siegte sicher mit 40:25 in 16 Aufnahmen. Der Entscheidungssatz war dann eine klare Angelegenheit für die Belgier, Endstand war 15:7.
Das Finale zwischen Korea A und Belgien A war ein sehr umkämpftes Match. Cho Jae-ho zeigte weiter seine Klasse, brachte Frédéric Caudron die erste Turnierniederlage bei und blieb bei dieser Weltmeisterschaft ungeschlagen. Das Endergebnis lautete 40:33 in 21 Aufnahmen. Eddy Merckx setzte sich mit 40:32 in 25 Aufnahmen gegen Heo Jung-han durch. Somit kam es zum vierten Mal zum neu eingeführten Scotch Doubles. Korea gewann den Anstoß und startete mit 5 Punkten. Die Belgier ließen 7 Punkte folgen. Korea konnte keine Karambolage erzielen und Belgien legte 6 Punkte nach. Der Zwischenstand also 5:13. Korea antwortete mit weiteren 5 Punkten, danach Fehlaufnahme Belgien. Nach einem Punkt für Heo verfehlt Cho einen lösbaren Punkt und übergibt an Caudron. Der löst die Position und übergibt einen relativ einfachen Vorbänder an Merckx. Dieser löst den Punkt sicher zum Endstand von 15:11 und Belgien ist zum vierten Mal in Folge Weltmeister.

### Ergebnisse
|  | Viertelfinale (28. Februar 2015) 40 Points | Viertelfinale (28. Februar 2015) 40 Points |                  |                  | Halbfinale (1. März 2015) 40 Points | Halbfinale (1. März 2015) 40 Points |  |  | Finale (1. März 2015) 40 Points | Finale (1. März 2015) 40 Points |
|  |                                            |                                            |                  |                  |                                     |                                     |  |  |                                 |                                 |
|  | Belgien A                                  | 2/3:1/1,904                                |                  |                  |                                     |                                     |  |  |                                 |                                 |
|  | Spanien                                    | 0:2/1:3/1,428                              |                  |                  |                                     |                                     |  |  |                                 |                                 |
|  | Spanien                                    | 0:2/1:3/1,428                              | Belgien A        | 1:1/2:2/2,312/15 |                                     |                                     |  |  |                                 |                                 |
|  |                                            |                                            | Belgien A        | 1:1/2:2/2,312/15 |                                     |                                     |  |  |                                 |                                 |
|  |                                            | Türkei                                     | 1:1/2:2/1,857/7  |                  |                                     |                                     |  |  |                                 |                                 |
|  | Türkei                                     | Türkei                                     | 1:1/2:2/1,857/7  | 1:1/2:2/1,266/15 |                                     |                                     |  |  |                                 |                                 |
|  | Türkei                                     |                                            |                  | 1:1/2:2/1,266/15 |                                     |                                     |  |  |                                 |                                 |
|  | Deutschland A                              | 1:1/2:2/1,490/13                           |                  |                  |                                     |                                     |  |  |                                 |                                 |
|  |                                            |                                            | Belgien A        | 1:1/2:2/1,586/15 |                                     |                                     |  |  |                                 |                                 |
|  |                                            | Südkorea A                                 | 1:1/2:2/1,565/11 |                  |                                     |                                     |  |  |                                 |                                 |
|  | Dänemark                                   | 0:2/0:4/1,571                              |                  |                  |                                     |                                     |  |  |                                 |                                 |
|  | Niederlande                                | 2:0/4:0/1,666                              |                  |                  |                                     |                                     |  |  |                                 |                                 |
|  | Niederlande                                | 2:0/4:0/1,666                              | Niederlande      | 1:1/2:2/1,714/10 |                                     |                                     |  |  |                                 |                                 |
|  |                                            |                                            | Niederlande      | 1:1/2:2/1,714/10 |                                     |                                     |  |  |                                 |                                 |
|  |                                            | Südkorea A                                 | 1:1/2:2/1,595/15 |                  |                                     |                                     |  |  |                                 |                                 |
|  | Südkorea A                                 | Südkorea A                                 | 1:1/2:2/1,595/15 | 2:0/4:0/2,285    |                                     |                                     |  |  |                                 |                                 |
|  | Südkorea A                                 |                                            |                  | 2:0/4:0/2,285    |                                     |                                     |  |  |                                 |                                 |
|  | Südkorea B                                 | 0:2/0:4/1,428                              |                  |                  |                                     |                                     |  |  |                                 |                                 |

## Abschlusstabelle
| MP    | Match Punkte (Sieger = 2; Unentschieden = 1; Verlierer = 0) |
| SV    | Satzverhältnis (nur bei Turnieren im Satzsystem)            |
| Pkte. | Erzielte Karambolagen                                       |
| Aufn. | benötigte Aufnahmen                                         |
| GD    | Generaldurchschnitt                                         |
| MGD   | Mannschafts-Generaldurchschnitt                             |
| BED   | Bester Einzeldurchschnitt eines Spielers                    |
| BEMD  | Bester Einzeldurchschnitt einer Mannschaft                  |
| BSD   | Bester Satzdurchschnitt eines Spielers                      |
| HS    | Höchstserie                                                 |
| WRP   | Weltranglistenpunkte                                        |

| Abschlusstabelle | Abschlusstabelle | Abschlusstabelle | Abschlusstabelle | Abschlusstabelle | Abschlusstabelle | Abschlusstabelle | Abschlusstabelle | Abschlusstabelle | Abschlusstabelle | Abschlusstabelle | Abschlusstabelle |
| Phase            | Platz            | Nation           | Sp               | G-U-V            | MP               | PP               | Pkt.             | Aufn.            | MGD              | BEMD             | HS               |
| ---------------- | ---------------- | ---------------- | ---------------- | ---------------- | ---------------- | ---------------- | ---------------- | ---------------- | ---------------- | ---------------- | ---------------- |
| Finale           | 1                | Belgien A        | 5                | 5-0-0            | 10:0             | 15:5             | 378              | 192              | 1,968            | 2,500            | 16               |
| Finale           | 2                | Südkorea A       | 5                | 4-0-1            | 8:2              | 16:4             | 379              | 203              | 1,867            | 2,285            | 15               |
| Halb- finale     | 3                | Türkei           | 4                | 3-0-1            | 6:2              | 12:4             | 277              | 194              | 1,427            | 1,857            | 8                |
| Halb- finale     | 3                | Niederlande      | 4                | 1-2-1            | 4:4              | 10:6             | 293              | 173              | 1,693            | 1,972            | 15               |
| Viertel- finale  | 5                | Deutschland A    | 3                | 2-0-1            | 4:2              | 10:2             | 239              | 182              | 1,313            | 1,490            | 10               |
| Viertel- finale  | 6                | Dänemark         | 3                | 2-0-1            | 4:2              | 8:4              | 234              | 153              | 1,529            | 1,739            | 14               |
| Viertel- finale  | 7                | Südkorea B       | 3                | 1-1-1            | 3:3              | 6:6              | 184              | 122              | 1,508            | 1,702            | 13               |
| Viertel- finale  | 8                | Spanien          | 3                | 0-2-1            | 2:4              | 5:7              | 218              | 151              | 1,443            | 1,490            | 15               |
| Gruppen- phase   | 9                | Schweden         | 2                | 1-1-0            | 3:1              | 5:3              | 155              | 105              | 1,476            | 1,875            | 14               |
| Gruppen- phase   | 10               | Belgien B        | 2                | 0-2-0            | 2:2              | 4:4              | 148              | 95               | 1,557            | 1,630            | 13               |
| Gruppen- phase   | 11               | Griechenland     | 2                | 0-2-0            | 2:2              | 4:4              | 144              | 109              | 1,321            | 1,357            | 7                |
| Gruppen- phase   | 12               | Japan            | 2                | 1-0-1            | 2:2              | 4:4              | 121              | 119              | 1,016            | 1,095            | 9                |
| Gruppen- phase   | 13               | Portugal         | 2                | 1-0-1            | 2:2              | 4:4              | 110              | 114              | 0,964            | 0,975            | 6                |
| Gruppen- phase   | 14               | Italien          | 2                | 1-0-1            | 2:2              | 4:4              | 148              | 157              | 0,942            | 0,776            | 7                |
| Gruppen- phase   | 15               | Ägypten          | 2                | 1-0-1            | 2:2              | 3:5              | 123              | 116              | 1,060            | 1,095            | 8                |
| Gruppen- phase   | 16               | Kolumbien        | 2                | 0-1-1            | 1:3              | 2:6              | 130              | 118              | 1,101            | 1,030            | 7                |
| Gruppen- phase   | 17               | Frankreich       | 2                | 0-2-0            | 2:2              | 4:4              | 111              | 86               | 1,290            | 1,513            | 13               |
| Gruppen- phase   | 18               | Tschechien       | 2                | 0-1-1            | 1:3              | 2:6              | 129              | 127              | 1,015            | 1,030            | 7                |
| Gruppen- phase   | 19               | Österreich       | 2                | 0-0-2            | 0:4              | 1:7              | 128              | 112              | 1,142            | 1,153            | 15               |
| Gruppen- phase   | 20               | Peru             | 2                | 0-0-2            | 0:4              | 1:7              | 111              | 110              | 1,009            | 0,972            | 10               |
| Gruppen- phase   | 21               | Deutschland B    | 2                | 0-0-2            | 0:4              | 0:8              | 129              | 132              | 0,977            | ---              | 9                |
| Gruppen- phase   | 22               | Schweiz          | 2                | 0-0-2            | 0:4              | 0:8              | 97               | 126              | 0,769            | ---              | 5                |
| Gruppen- phase   | 23               | Luxemburg        | 2                | 0-0-2            | 0:4              | 0:8              | 67               | 178              | 0,376            | ---              | 5                |